# Harley-Davidson Twin Cam

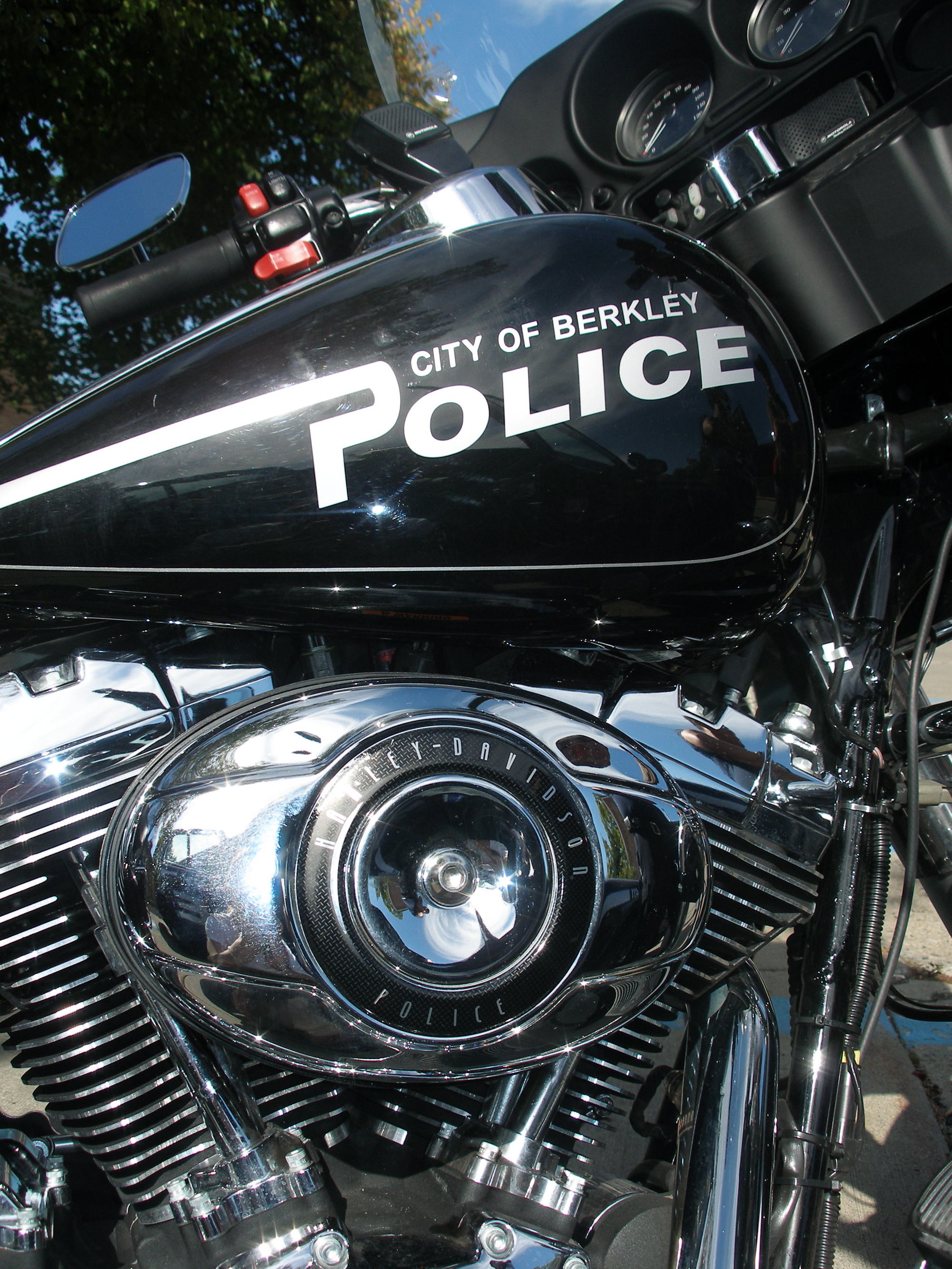
Version police du Twin Cam 96.

Le Harley-Davidson Twin Cam est une famille de moteurs de moto construits par Harley-Davidson entre 1998 et 2016. Bien que ces moteurs diffèrent de manière significative des moteurs Evolution dérivés de la série des moteurs simple arbre à cames et soupapes en tête de 1936, ils partagent un certain nombre de caractéristiques avec presque tous les moteurs précédents Harley-Davidson. Ces moteurs bicylindres en V à 45° sont refroidis par air (certains modèles Touring utilisent un liquide de refroidissement pour les haut de culasse), et leurs soupapes sont actionnées par tiges-poussoir (culbuté). Les vilebrequins ont une seule broche avec une combinaison couteau et fourchette pour la connexion des bielles. Celles-ci sont prises en sandwich entre deux volants d'inertie.
Le Twin Cam 88 a été mis en vente pour l'année modèle 1999 en septembre 1998. Le Twin Cam 96 a été mis en vente pour l'année-modèle 2007.

## Moteurs 88B et 96B
Le Twin Cam ne fut pas utilisé dans la famille de modèles Softail avant l’année 2000. Cela était dû à la conception du châssis et au transfert de vibrations sur le châssis de Softail à la suite du montage direct (dur) du moteur. Les modèles Dyna sont montés sur caoutchouc, amortissant la majeure partie des vibrations transmises au cadre et au motard. Une autre raison était que le moteur et la transmission sur un Twin Cam étaient directement boulonnés (mais restaient séparés), avec la tige de selle du châssis sur un Softail, faisant obstacle au boîtier du transmission Twin Cam. Lorsque lHarley a réalisé qu'un Softail monté sur caoutchouc affecterait le style visuel de la ligne, Harley-Davidson a conçu une variante de moteur connue sous le nom de Twin Cam 88B,. C'est en fait le même moteur que l'original (rétroactivement identifié par les fans comme « Twin Cam 88A »), mais avec une conception de bloc moteur modifiée intégrant deux arbres d'équilibrage entraînés par une chaîne. Le moteur Twin Cam 96B a été commercialisé en même temps que le modèle Twin Cam 96A, pour l'année-modèle 2007, et a équipé tous les modèles Softail jusqu'à ce qu'il a soit remplacé par la version 1 690 cm3.

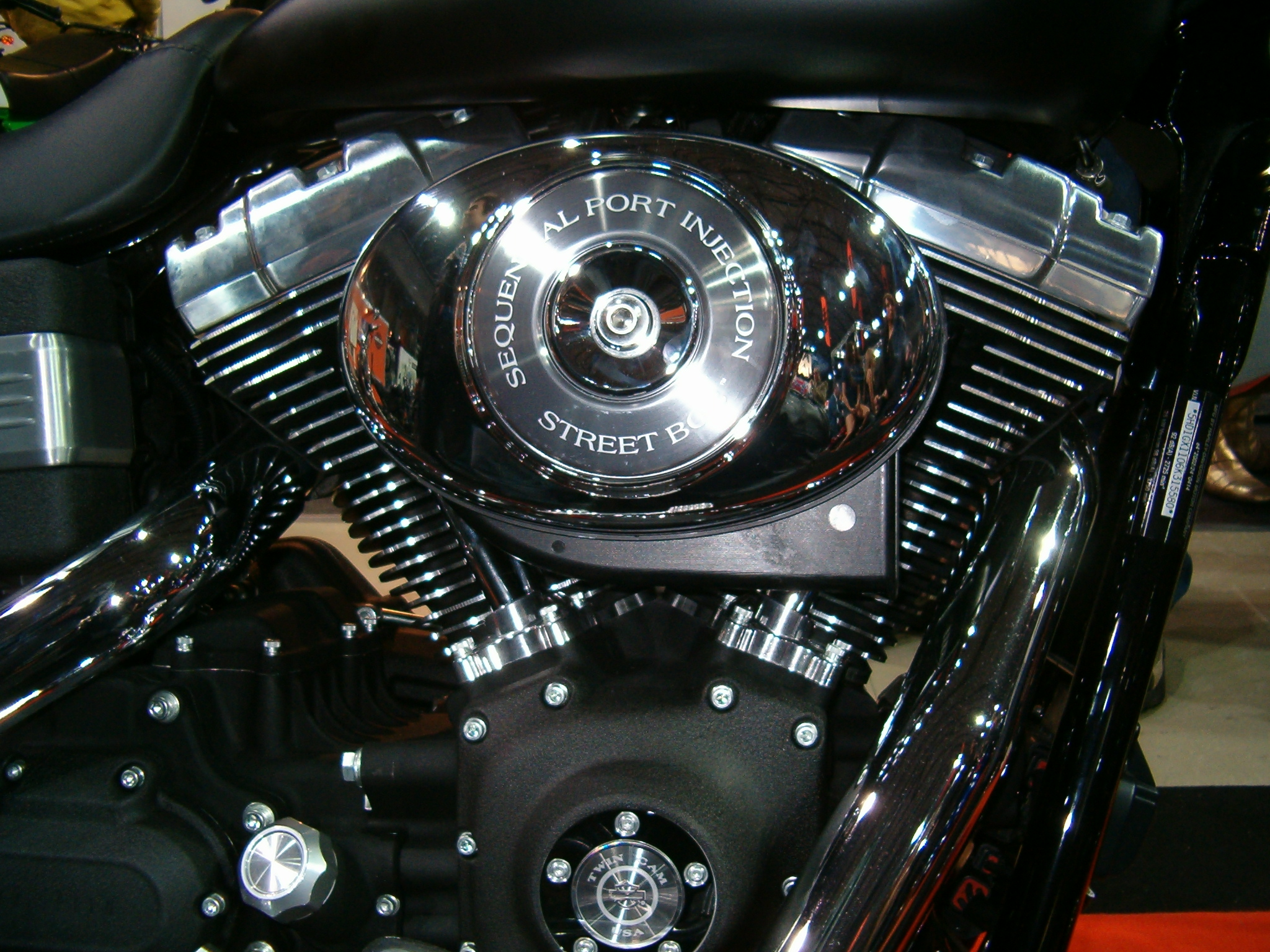
Moteur Twin Cam.

Il est toutefois possible de monter un moteur Twin Cam standard sur un Softail datant d'avant l'année 2000 (ou sur tout châssis acceptant un moteur Evolution), via des adaptateurs de fabricants tiers.

## Différences avec le prédécesseur (moteur Evolution)
La conception du moteur diffère considérablement de celle de son prédécesseur, l'Evo, même s'il partage certains éléments de conception avec la ligne Sportster.
- Le nombre « 88 » représente la cylindrée en pouces cubes du moteur standard. L'alésage est de 95 mm et la course de 102 mm, soit une cylindrée de 1 450 cm3.
- Le Twin Cam 96 a une cylindrée de 1 584 cm3.
- La compagnie a commercialisé la version 1 690 cm3 sur l'Electra Glide Ultra Limited de 2010 et sur la Softail de 2012.
- Elle a commercialisé la version 1 801 cm3 pour les modèles Screamin' Eagle/CVO.

| Différences entre moteurs Evolution et Twin Cam | Différences entre moteurs Evolution et Twin Cam | Différences entre moteurs Evolution et Twin Cam |
|                                                 | Evolution | Twin Cam |
| ----------------------------------------------- | --- | --- |
| Cylindrée                                       | 82 ci (1 340 cm3) | 88 ci (1 450 cm3), 96 ci (1 584 cm3), 103 ci (1 690 cm3), 110 ci (1 801 cm3) |
| Pompe à huile                                   | Externe. Connectée par l'intermédiaire d'une cascade d'engrenages.                                                                                        | Twin-gerotor interne. Connecté directement à la droite du pignon de l'arbre. Pompe plus efficace qui maintient une pression plus élevée et avec un plus grand volume. |
| Arbre à cames                                   | Unique, à 4 lobes. | Un par cylindre, chacun avec deux lobes. Permet aux tiges de poussée d'être mieux alignées avec les culbuteurs. |
| Entrainement cames                              | Engrenages | Chaîne silencieuse. Changement nécessaire pour satisfaire aux exigences de l'EPA en matière de bruit. De nombreux utilisateurs ont installé des pièces pilotées en remplacement pour augmenter la précision de la synchronisation et éviter l'usure du tendeur de chaîne de came. |
| Liaison transmission                            | Indépendante du moteur. | Carter de transmission fixé directement sur le moteur. |
| Réservoir d'huile                               | Généralement entoure la batterie sous le siège. | Dessous et en arrière de l'ensemble de transmission (à l'exception des Softail, qui ont la même configuration que pour l'Evolution). |
| Chambre de Combustion                           | Forme en « D ». | En forme de « baignoire » pour une combustion plus efficace et plus de compression. |
| Étincelle d'allumage                            | Étincelle perdue (les deux bougies se déclenchent en même temps). Le système d'allumage utilise une seule bobine. Les bouchons ont une longueur de 14 mm. | Pas d'étincelle perdue. Le système d'allumage utilise deux bobines. Les bouchons sont de 12 mm. |
| Refroidissement                                 | Par air | Par air. L'augmentation du nombre d'ailettes de refroidissement et la projection d'huile au bas des pistons offrent une capacité de refroidissement supplémentaire. |

## Développement
Le développement du Twin Cam a commencé au début des années 1990, alors que Harley cherchait à résoudre les problèmes affectant l'ancien moteur Evolution, en particulier les faiblesses structurelles du carter de vilebrequin, ainsi que la circulation et les fuites d'huile . Alors que les sociétés de pièces de rechange (comme S&S Cycle) fournissaient  des composants de carter moteur plus résistants pour les moteurs Evolution hautes performances, Harley a opté pour un tout nouveau design, tout en conservant un moteur fondamentalement et esthétiquement similaire au V-twin à soupapes en tête refroidi par air à 45°.
La quasi-totalité des composants est particulière au moteur Twin Cam qui ne partage que dix-huit pièces avec son prédécesseur. Comme son nom l'indique, le moteur utilise deux cames entraînées par une chaîne. Ceci lui permet de se conformer à la réglementation de l'EPA en matière de bruit. Le groupe motopropulseur a été renforcé par un système de montage appelé « Revised Rear Interface » (interface arrière révisée), permettant de monter le carter de transmission directement à l'arrière du moteur, l'entraînement principal et les caches d'embrayage jouant un rôle moins structurel ; c’est aussi en partie la raison pour laquelle les Softail n’ont pas reçu initialement de Twin Cam.
Les premiers prototypes de moteurs Twin Cam avaient des problèmes considérables avec le système de lubrification. Ces problèmes ont retardé la sortie du moteur, initialement prévue pour l'année 1997. Pour les résoudre, Harley a fait appel à Paul Troxler, un jeune ingénieur du Southwest Research Institute. Le problème fut finalement attribué à la conception du drain de carter de came dans le carter moteur qui utilisait une seule pompe de récupération. En raison de la circulation d'air dans les orifices des parois du carter, le boîtier de la came ne se vidait pas correctement. Après de nombreux essais la solution consista à sceller le carter de came du carter moteur et à utiliser un double système de récupération incorporé dans le moteur, plutôt qu'une pompe externe comme sur les anciens Big Twins depuis le Knucklehead d'origine. Cependant, l’huile n’était toujours pas récupérée correctement dans le carter moteur, ce qui était dû à un phénomène d'écoulement dû au diamètre de l’entrée de récupération. La limitation du diamètre de l’entrée, solution contre-intuitive, résolut finalement ce dernier problème.